# Pyrausta californicalis
Pyrausta californicalis là một loài bướm đêm trong họ Crambidae.